# Nachwuchspreis des Ministers für Bildung, Kultur, Sport, Wissenschaft und Technologie
Nachwuchspreis des Ministers für Bildung, Kultur, Sport, Wissenschaft und Technologie (japanisch 芸術選奨文部科学大臣新人賞, Geijutsu senshō monbukagaku daijin shinjin-shō), abgekürzt auch Geijutsu senshō shinjin-shō (芸術選奨新人賞), ist eine japanische Auszeichnung, die im Rahmen der Kunstpreise des japanischen Kultus- und Wissenschaftsministeriums von der Kulturbehörde, vergeben wird. Sie wird seit 1968 jährlich an Autoren und Künstler verliehen, die im Inland oder im In- und Ausland herausragende Leistungen in verschiedenen Kunstsparten erbracht oder neue Entwicklungen angestoßen haben. Neben den Leistungen im betreffenden Jahr sind auch Zukunftspotential, Alter, bisherige Auszeichnungen sowie vergangene Leistungen zu berücksichtigen. Verstorbene Personen können nicht ausgezeichnet werden. Die Preisträger sollen durch ihre künstlerischen Aktivitäten einen Beitrag zur Gesellschaft leisten und ein Vorbild für die Bevölkerung sein.

## Kategorien
Wie beim Hauptpreis werden Auszeichnungen in folgenden zwölf Bereichen vergeben:
- Theater (Dramatiker, Regisseure, Darsteller, Bühnenbildner usw. im Bereich Kabuki, Nō, Bunraku, Shinpa, Shingeki, Musical usw.)
- Film (Regisseure, Drehbuchautoren, Kameraleute, Darsteller usw. im Bereich Spielfilm, Dokumentarfilm usw.)
- Musik (Interpreten, Dirigenten, Komponisten, Regisseure, Bühnenbildner usw. im Bereich traditionelle japanische Musik, westliche Musik, Oper usw.)
- Tanz (Tänzer, Regisseure und Choreografen, Bühnenbildner usw. im Bereich japanischer und westlicher Tanz)
- Literatur (Autoren und Übersetzer im Bereich Roman, Tanka, Haiku, Lyrik, Unterhaltungsliteratur, Kinderliteratur usw.)
- Bildende Kunst A (Künstler im Bereich Malerei (einschließlich Druckgrafik), Skulptur (einschließlich Installation), Kunsthandwerk, Kalligrafie usw.)
- Bildende Kunst B (Künstler im Bereich Architektur, Design, Fotografie, Film, Medienkunst und andere neue Strömungen)
- Medienkunst (seit 2008; Schöpfer von digitalen Werken (Unterhaltungswerke, die unter Verwendung digitaler Technologien geschaffen wurden usw.), Anime, Manga usw.)
- Rundfunk (Autoren, Regisseure, Darsteller usw. im Bereich Radio- und Fernsehdrama, Dokumentarfilm usw.)
- Unterhaltungskunst (Autoren, Komponisten, Regisseure, Darsteller usw. im Bereich Rakugo, Kōdan, Rōkyoku, Manzai, populäres Theater, Shows, populäre Musik usw.)
- Kunstförderung (seit 2004); (Personen, die kulturelle und künstlerische Aktivitäten in neuen Bereichen oder spartenübergreifend betreiben)
- Kunstkritik (Kunstkritiker usw., die Kunstaktivitäten durch kritische Beiträge in Schriftform und ähnlichem unterstützen)

## Verleihung
Die Preisträger werden jedes Jahr Mitte März bekannt gegeben. Die feierliche Preisverleihung findet Ende März in einem Hotel in Tōkyō statt. Der Preis ist mit einer Urkunde und einem Geldpreis dotiert. Ursprünglich betrug das Preisgeld 200.000 Yen, 2024 wurde es auf 800.000 Yen erhöht.

## Besonderheiten
Trotz des Begriffs „Nachwuchspreis“ können Künstler im Alter bis zu 50 Jahren ausgezeichnet werden. Auch ausländische Künstler in Japan können prämiert werden. Eine Mehrfachauszeichnung in verschiedenen Kategorien ist möglich (z. B. die Schauspielerin Yū Aoi für Theater und Film).

## Preisträger (Auswahl)

### Preisträger (1968–1979)
| Jahr | Name              | Prämiertes Werk                                                                                      |
| ---- | ----------------- | --- |
| 1968 | Kaga Otohiko      | フランドルの冬 (Furandoru no fuyu / Der Winter in Flandern)                                          |
| 1968 | Hiroto Tsunetoshi | 首 (Kubi / Der Hals)                                                                                 |
| 1968 | Kawatake Toshio   | 比較演劇学 (Hikaku engekigaku / Vergleichende Theaterwissenschaft)                                   |
| 1969 | Tsuji Kunio       | 安土往還記 (Azuchi ōkanki / Reisebericht nach Azuchi)                                                |
| 1969 | Hattori Yukio     | 歌舞伎成立の研究 (Kabuki seiritsu no kenkyū / Studien zur Entstehung des Kabuki)                     |
| 1970 | Kuroi Senji       | 時間 (Jikan / Zeit)                                                                                  |
| 1970 | Kojima Shin'ichi  | 万葉集 - 運命の歌 (Manyōshū – Unmei no uta / Manyōshū – Lieder des Schicksals)                       |
| 1971 | Abe Yūzō          | 東京の小芝居 (Tōkyō no koshibai / Kleintheater in Tōkyō)                                             |
| 1972 | Inoue Hisashi     | 道元の冒険 (Dōgen no bōken / Das Abenteuer des Dōgen)                                                |
| 1972 | Betsuyaku Minoru  | そよそよ族の叛乱 (Soyosoyo-zoku no hanran / Die Rebellion der Flüsterer)                             |
| 1972 | Yamazaki Masakazu | 劇的なる日本人 (Gekiteki naru nihonjin / Der dramatische Japaner)                                    |
| 1973 | Furuyama Komao    | 小さな市街図 (Chiisana shigaizu / Kleiner Stadtplan)                                                 |
| 1973 | Kishin Shinoyama  | 女形・玉三郎展 (Onnagata・Tamasaburō ten / Ausstellung über weibliche Rollendarsteller – Tamasaburō) |
| 1973 | Nakahara Yumihiko | 日本の喜劇人 (Nihon no kigekijin / Die Komödianten Japans)                                           |
| 1974 | Kawamura Jirō     | 銀河と地獄 (Ginga to jigoku / Milchstraße und Hölle)                                                 |
| 1974 | Hirabayashi Eiko  | 夜明けの風 (Yoake no kaze / Der Wind der Morgendämmerung)                                            |
| 1975 | Takahashi Shugyō  | 平遠 (Hei'en / Die weite Ebene)                                                                      |
| 1975 | Watanabe Tamotsu  | 女形の運命 (Onnagata no unmei / Das Schicksal der Onnagata-Darsteller)                               |
| 1976 | Takenishi Hiroko  | 鶴 (Tsuru / Der Kranich)                                                                             |
| 1976 | Mita Jun’ichi     | 道頓堀 (Dōtonbori / Dōtonbori)                                                                       |
| 1977 | Abe Akira         | 人生の一日 (Jinsei no ichinichi / Ein Tag im Leben)                                                  |
| 1977 | Sekiyama Kazuo    | 落語風俗帖 (Rakugo fūzokuchō / Sittenbilder des Rakugo)                                              |
| 1978 | Nakagami Kenji    | 枯木灘 (Kareki nata / Die See der toten Bäume)                                                       |
| 1978 | Sugimoto Hidetarō | 文学演技 (Bungaku engeki / Literarische Darstellungen)                                               |
| 1979 | Ikeda Kentarō     | 「かもめ」評釈 ("Kamome" hyōshaku / Kommentar zu "Die Möwe")                                         |

### Preisträger (1980–1989)
| Jahr | Name               | Prämiertes Werk                                                                                |
| ---- | ------------------ | ---------------------------------------------------------------------------------------------- |
| 1980 | Shimizu Kunio      | 戯曲冒険小説 (Gikyoku bōken shōsetsu / Dramatisches Abenteuermärchen)                          |
| 1980 | Nakamura Masayoshi | 陸橋からの眺め (Rikukyō kara no nagame / Der Blick von der Brücke)                             |
| 1981 | Sakagami Hiroshi   | 初めの愛 (Hajime no ai / Erste Liebe)                                                          |
| 1981 | Nakano Miyoko      | 孫悟空の誕生 (Son Gokū no tanjō / Die Geburt von Son Goku)                                     |
| 1982 | Yamada Ichirō      | 寺田寅彦覚書 (Terada Torahiko oboegaki / Notizen zu Terada Torahiko)                           |
| 1983 | Nakamura Tetsurō   | 西洋人の歌舞伎発見 (Seiyōjin no kabuki hakken / Die Entdeckung des Kabuki durch die Europäer)  |
| 1984 | Hiraide Takashi    | 胡桃の戦意のために (Kurumi no sen'i no tame ni / Für den Kampfgeist der Walnuss)               |
| 1984 | Suenaga Terukazu   | ジェームズ・アンソール (Jēmuzu ansōru / James Ensor)                                           |
| 1985 | Hoshikari Agata    | ゆっくり東京女子マラソン (Yukkuri Tōkyō joshi marason / Langsam beim Tōkyō-Frauenmarathon)     |
| 1985 | Suzuki Hiroyuki    | 建築の七つの力 (Kenchiku no nanatsu no chikara / Die sieben Kräfte der Architektur)            |
| 1986 | Iwahashi Kunikazu  | 伴侶 (Hanryo / Der Gefährte)                                                                   |
| 1986 | Funayama Takashi   | ストラヴィンスキー (Strawinsky)                                                                |
| 1987 | Imamura Ashiko     | ふたつの家のちえ子 (Futatsu no ie no Chieko / Chieko aus zwei Häusern)                         |
| 1987 | Tanaka Yūko        | 江戸の想像力 (Edo no sōzōryoku / Die Vorstellungskraft der Edo-Zeit)                           |
| 1988 | Kizaki Satoko      | 沈める寺 (Shizumeru tera / Der versunkene Tempel)                                              |
| 1988 | Sugiyama Masaki    | 郡虎彦 (Kōri Torahiko)                                                                         |
| 1989 | Yoshimoto Banana   | キッチン・うたかた/サンクチュアリ (Kicchin・Utakata sankuchuari / Küche / Schaum – Schutzraum) |
| 1989 | Ogida Akihiko      | 現代演劇の航海 (Gendai engeki no kōkai / Die Reise des modernen Theaters)                      |

### Preisträger (1990–1999)
| Jahr | Name                | Prämiertes Werk                                                                                           |
| ---- | ------------------- | --- |
| 1990 | Kudō Naoko          | ともだちは緑のにおい (Tomodachi wa midori no nioi / Freunde riechen nach Grün)                            |
| 1990 | Tsuchiya Keiichirō  | 元禄俳優伝 (Genroku haiyūden / Biographien von Schauspielern der Genroku-Zeit)                            |
| 1991 | Mizumura Minae      | 続明暗 (Zoku meian / Fortsetzung von Licht und Schatten)                                                  |
| 1991 | Mizuochi Kiyoshi    | 上方歌舞伎 (Kamigata kabuki / Kamigata-Kabuki)                                                            |
| 1992 | Masuda Mizuko       | 夢虫 (Yume mushi / Traum-Insekten)                                                                        |
| 1992 | Ōkubo Fusao         | 海のまつりごと (Umi no matsurigoto / Die Regierung des Meeres)                                            |
| 1993 | Kurumatani Chōkichi | 鹽壺の匙 (Shiotsubo no saiji / Der Löffel der Salzkruke)                                                  |
| 1993 | Kinoshita Nagahiro  | 思想史としてのゴッホ (Shisōshi toshite no gohho / Van Gogh als Ideengeschichte)                           |
| 1994 | Tomiyama Takao      | シャーロック・ホームズの世紀末 (Shārokku Hōmuzu no seikimatsu / Sherlock Holmes und die Jahrhundertwende) |
| 1995 | Koshimizu Rieko     | 風のラブソング (Kaze no rabu songu / Liebeslied des Windes)                                               |
| 1995 | Suzuki Tokiko       | ナポレオン伝説の形成 (Naporeon densetsu no keisei / Die Entstehung der Napoleon-Legende)                  |
| 1996 | Imahashi Riko       | 江戸の花鳥画 (Edo no kachōga / Vogel- und Blumenmalerei der Edo-Zeit)                                     |
| 1996 | Yagi Mikio          | 野菜畑のソクラテス (Yasai batake no sokuratesu / Sokrates im Gemüsegarten)                                |
| 1997 | Kizaka Ryō          | 金色の網 (Kinjiki no ami / Das goldene Netz)                                                              |
| 1997 | Mine Takashi        | 帝国劇場開幕 (Teikoku gekijō kaimaku / Eröffnung des Kaiserlichen Theaters)                               |
| 1998 | Ikeii Masaki        | 晴夜 (Seiya / Klare Nacht)                                                                                |
| 1998 | Mori Mayumi         | 鴎外の坂 (Ōgai no saka / Der Hügel von Mori Ōgai)                                                         |
| 1999 | Satō Yōjirō         | 岬の蛍 (Misaki no hotaru / Die Glühwürmchen am Kap)                                                       |
| 1999 | Taguchi Akiko       | 江戸時代の歌舞伎役者 (Edo jidai no kabuki yakusha / Die Kabuki-Schauspieler der Edo-Zeit)                 |

### Preisträger (2000–2009)
| Jahr | Name               | Prämiertes Werk |
| ---- | ------------------ | --- |
| 2000 | Nagadō Eikichi     | 黄色軍艦 (Kiiro gunkan / Das gelbe Kriegsschiff) |
| 2000 | Koike Hisako       | 死を見つめる美術史 (Shi o mitsumeru bijutsushi / Kunstgeschichte im Angesicht des Todes) |
| 2001 | Tōno Kōsei         | 似顔絵 (Nigaoe / Porträts) |
| 2001 | Sakagami Keiko     | 夢と光の画家たち (Yume to hikari no gakatachi / Maler von Traum und Licht) |
| 2002 | Koike Hikaru       | 静物 (Seibutsu / Stillleben) |
| 2002 | Segawa Yūji        | 美の魔力―レーニ・リーフェンシュタールの真実 (Bi no maryoku: Rēni Rīfenshutāru no shinjitsu / Die Magie der Schönheit – Die Wahrheit über Leni Riefenstahl)                                   |
| 2003 | Satō Aki           | 天使 (Tenshi / Engel) |
| 2003 | Watanabe Yutaka    | 日本文化モダン・ラプソディ (Nihon bunka modan rapusodi / Moderne Rhapsodie der japanischen Kultur)                                                                                           |
| 2004 | Naitō Akira        | 斗と動玉 (Ono to magatama / Axt und Magatama) |
| 2004 | Motoe Kunio        | オディロン・ルドン (Odilon Rudon / Odilon Redon) |
| 2005 | Itosawa Akiko      | 海の仙人 (Umi no sennin / Der Meeresheilige) |
| 2005 | Nishinari Hironari | 耳の悩楽 (Mimi no etsutaku / Das Vergnügen des Ohrs) |
| 2006 | Hachikai Mimi      | 食うものは食われる夜 (Kuu mono wa kuwareru yoru / Die Nacht, in der das Essende gefressen wird)                                                                                              |
| 2006 | Andō Reiji         | 神々の戦い 折口信夫論 (Kamigami no tatakai: Origuchi Shinobu ron / Der Kampf der Götter – Über Origuchi Shinobu)                                                                             |
| 2007 | Shibasaki Tomoka   | その街の今は (Sono machi no ima wa / Die Gegenwart jener Stadt) |
| 2007 | Ogawa Kazuya       | 鞍馬天狗とは何者か (Kurama tengu to wa nanimono ka / Wer ist Kurama Tengu?) |
| 2008 | Tanaka Jun         | 都市の詩学 (Toshi no shigaku / Die Poetik der Stadt) |
| 2008 | Saitō Emiko        | ラジオと背中 (Rajio to senaka / Das Radio und der Rücken) |
| 2009 | Hirano Keiichirō   | 決壊 (Kekkai / Der Bruch) |
| 2009 | Okada Akio         | ピアニストになりたい! 19世紀 もうひとつの音楽史 (Pianisuto ni naritai! 19-seiki młhitotsu no ongakushi / Ich möchte Pianist werden! – Eine alternative Musikgeschichte des 19. Jahrhunderts) |

### Preisträger (2010–2019)
| Jahr | Name                | Prämiertes Werk |
| ---- | ------------------- | --- |
| 2010 | Kawakami Mieko      | ヘヴン (Heaven) |
| 2010 | Maekawa Tomohiro    | 関数ドミノ (Kansū domino / Funktionsdomino) |
| 2010 | Nishikawa Miwa      | ディア・ドクター (Dia dokutā / Dear Doctor) |
| 2010 | Iwakiri Shin’ichirō | 明治版画史 (Meiji hangashi / Geschichte der Meiji-Druckkunst)                                                                                       |
| 2010 | Hosoda Mamoru       | サマーウォーズ (Samā wōzu / Summer Wars) |
| 2011 | Suzuki, Hiromi      | 富士見町アパートメント (Fujimichō apātomento / Apartmenthaus Fujimichō)                                                                             |
| 2011 | Ogigami Naoko       | トイレット (Toiretto / Toilet) |
| 2011 | Kuroda Daraiji      | 肉体のアナーキズム (Nikutai no anākizumu / Anarchismus des Körpers)                                                                                 |
| 2011 | Kuwakubo Ryōta      | 10番目の感傷〈点・線・面〉 (Jūbanme no kanshō: Ten-Sen-Men / Die zehnte Sentimentalität: Punkt–Linie–Fläche)                                        |
| 2012 | Imai Tomohiko       | 破産した男 (Hasanshita otoko / Der bankrotte Mann)                                                                                                  |
| 2012 | Sunada Mami         | エンディングノート (Endingu nōto / Ending Note) |
| 2012 | Kawamura Naoko      | 東京オペラシティリサイタルシリーズ B→C131 (Tōkyō Opera City Risaikaru Shirīzu B→C131 / Tokyo Opera City Recital Series B→C131)                      |
| 2012 | Sakamoto Yūji       | それでも、生きてゆく (Soredemo, ikite yuku / Trotzdem weiterleben)                                                                                  |
| 2013 | Inoue Yoshio        | ダディ・ロング・レッグズ (Dadi rongu regguzu / Daddy-Long-Legs)                                                                                     |
| 2013 | Andō Sakura         | 愛と誠 (Ai to makoto / Liebe und Aufrichtigkeit) |
| 2013 | Kawauchi Rinko      | 照度 あめつち 影を見る (Shōdo ametsuchi kage o miru / Lichtstärke – Erde und Himmel, den Schatten sehen)                                            |
| 2014 | Mori Shintarō       | エドワード二世 (Edowādo nisei / Edward II.) |
| 2014 | Ishii Yūya          | 舟を編む (Fune o amu / Die Schiffswerft) |
| 2014 | Kosuge Yū           | ベートーヴェン ピアノ・ソナタ全曲演奏会シリーズ (Bētōven Piano sonāta zenkoku ensōkai shirīzu / Beethovens komplette Klaviersonaten – Konzertreihe) |
| 2015 | Katayama Kurōemon   | 葵上 (Aoi no ue / Die Dame Aoi) |
| 2015 | Kure Miho           | そこのみにて光輝く (Soko nomi nite hikari kagayaku / Nur dort leuchtet das Licht)                                                                   |
| 2015 | Maeda Kyōji         | 絵のように 明治文学と美術 (E no yō ni Meiji bungaku to bijutsu / Wie ein Bild – Meiji-Literatur und Kunst)                                          |
| 2016 | Narita Tatsuji      | 烏頭 (Uzu / Eisenhut)・姨捨 (Obasute / Die alte Frau auf dem Berg)                                                                                  |
| 2016 | Hamaguchi Ryūsuke   | ハッピーアワー (Happī awā / Happy Hour) |
| 2017 | Urai Kenji          | ヘンリー四世 (Henrī yonsei / Heinrich IV.) |
| 2017 | Fukada Kōji         | 淵に立つ (Fuchi ni tatsu / Am Abgrund stehen) |
| 2018 | Shimori Roba        | アンネの日 (Anne no hi / Anne's Tag) |
| 2018 | Suda Masaki         | あゝ、荒野 (Aa, Kōya / Ah, Ödland) |
| 2019 | Aoi Yū              | アンチゴーヌ (Anchigōnu / Antigone) |
| 2019 | Yamashita Nobuhiro  | ハード・コア (Hādo koa / Hardcore) |

### Preisträger (2020–2025)
| Jahr | Name             | Prämiertes Werk |
| ---- | ---------------- | --- |
| 2020 | Setoyama Misaki  | THE NETHER |
| 2020 | Shiraishi Kazuya | 凪待ち (Nagimachi / Auf das ruhige Meer warten) |
| 2020 | Satō Shunsuke    | オランダ・バッハ協会管弦楽団演奏会 (Oranda bakkakyōkai kangen gakudan ensōkai / Konzert des Niederländischen Bachvereins)                           |
| 2020 | Miyauchi Yūsuke  | 遠い他国でひょんと死ぬるや (Tōi takoku de hyonto shinuru ya / Plötzlich in einem fernen Land sterben)                                               |
| 2021 | Suzuki An        | 殺意 ストリップショウ (Satsui・Sutorippu shō / Mordabsicht – Striptease-Show)                                                                       |
| 2021 | Oda Kaori        | セノーテ (Senōte / Cenote) |
| 2021 | Suzuki Masato    | 読売日本交響楽団第603回定期演奏会 (Yomiuri nihon kyōkyō gakudan dai 603-kai teiki ensōkai / 603. reguläres Konzert des Yomiuri Symphonieorchesters) |
| 2021 | Li Kotomi        | ポラリスが降り注ぐ夜 (Porarisu ga furisosogu yoru / Die Nacht, in der Polaris herabregnet)                                                          |
| 2022 | Onoue Shōroku    | 土蜘 (Tsuchigumo / Erdspinne) |
| 2022 | Yoshida Keisuke  | BLUE/ブルー・空白 (Burū・Kūhaku / Blau / Leere) |
| 2022 | Horie Toki       | 人類の午後 (Jinrui no gogo / Der Nachmittag der Menschheit)                                                                                         |
| 2023 | Edamoto Moe      | あつい胸さわぎ (Atsui munasawagi / Heftiges Herzklopfen)                                                                                            |
| 2023 | Hayakawa Chie    | PLAN 75 (Plan 75) |
| 2023 | Kudan Rie        | Schoolgirl (Schulmädchen) |
| 2024 | Ikuta, Miyuki    | 占領の囚人たち (Senryō no shūjin-tachi / Prisoners of the Occupation)                                                                               |
| 2024 | Nakamura Kankurō | 大江山酒呑童子 (Ōeyama shuten dōji / Shuten Dōji vom Berg Ōe)                                                                                       |
| 2024 | Ikematsu Sōsuke  | せかいのおきく (Sekai no okiku / Okiku und die Welt)                                                                                                |
| 2025 | Eguchi Noriko    | ワタシタチはモノガタリ・リア王 (Watashitachi wa monogatari・Ria-ō / Wir sind Erzählung・König Lear)                                                 |
| 2025 | Fujita Shuntarō  | リア王の悲劇・VIOLET (Ria-ō no higeki・VIOLET / Die Tragödie von König Lear・VIOLET)                                                                |
| 2025 | Kawai Yūmi       | ナミビアの砂漠・あんのこと (Namibia no sabaku・An no koto / Die Wüste Namibias・Über Ann)                                                           |